# I Gufi
I Gufi sono stati un gruppo musicale italiano, dialettale milanese e cabarettistico, formatosi nel 1964 e scioltosi nel 1969, eccezion fatta per una breve reunion nel 1981.

## Formazione
- Gianni Magni (Milano, 16 maggio 1941 – Milano, 16 luglio 1992) - voce
- Nanni Svampa (Milano, 28 febbraio 1938 – Varese, 26 agosto 2017) - chitarra, pianoforte e voce
- Roberto Brivio (Milano, 21 febbraio 1938 – Monza, 22 gennaio 2021)  - chitarra, fisarmonica e voce
- Lino Patruno (Crotone, 27 ottobre 1935) - chitarra, banjo, contrabbasso, voce

## Storia
Il primo embrione del gruppo si forma nel 1964. Giovanni Svampa, conosciuto come Nanni, ha appena inciso il suo primo disco, Nanni Svampa canta Brassens, ed ha iniziato a frequentare l'ambiente musicale milanese. Ha l'occasione di conoscere il jazzista Lino Patruno, diventandone amico ed iniziando a collaborare con lui. Tra i due si inizia a discutere della possibilità di allestire spettacoli di cabaret concerto. L'idea prende forma definitiva in seguito all'incontro con Roberto Brivio e Gianni Magni: i quattro decidono di fondare il gruppo "I Gufi".

### Gli esordi
Il primo album dei Gufi ha il marchio di fabbrica di Svampa: s'intitola infatti Milano canta (assumerà il numero 1 in seguito all'uscita di altri due album con lo stesso titolo). Nato e vissuto nei quartieri popolari di Milano, caratterizzati dai cortili, dalle case di ringhiera e da quell'intensa umanità che aveva fatto sì che si parlasse di Milan cont el coeur in man, Svampa aveva subìto il fascino della cultura popolare fino al punto da effettuare una scrupolosa ricerca filologica ed archivistica al fine di conservare e tramandare il patrimonio plurisecolare della canzone meneghina.
L'alchimia funziona bene: Nanni Svampa, detto il cantastorie, è il cantore della Milano dialettale che va scomparendo. Lino Patruno, il cantamusico, un jazzista di vaglia, tuttora attivo sui principali palcoscenici. Gianni Magni, l'unico prematuramente scomparso nel 1992, è detto il cantamimo: di famiglia circense, è un mimo capace di posture grottesche e di cantare con voce quasi bianca. Roberto Brivio, appassionato d'operetta è l'autore dei testi più originali del gruppo, che gli valgono il soprannome di cantamacabro.
A questo si aggiunga che l'ambiente culturale milanese del tempo è vivo e stimolante: negli stessi anni si muovono su quella scena altri artisti che affondano nella cultura popolare la loro stessa ragion d'essere: Dario Fo ed Enzo Jannacci, presto affiancati da Giorgio Gaber, tanto per citare i più famosi. Il loro luogo d'elezione è il Derby, luogo di ritrovo dei maggiori comici e artisti del capoluogo lombardo.
Con l'andar del tempo e l'accrescersi della sua fama, il quartetto inizia a girare prima la Lombardia, poi l'Italia, portando una ventata di comicità surreale ed anticonvenzionale in un'Italia che, tacitati i morsi della fame, cominciava ad interrogarsi su se stessa, prestando orecchio agli stimoli provenienti dall'estero. In Francia ci sono Brassens, Brel, Vian, oltremanica è partita la swingin' London e, di là dall'oceano ci sono Bob Dylan e gli altri figli della contestazione studentesca.

### Il successo
Il secondo album segue di pochi mesi il primo, e s'intitola I Gufi cantano due secoli di Resistenza. Per questo lavoro il gruppo attinge alle ricerche effettuate sino a quel momento da Svampa (per quanto riguarda la canzone milanese) e da Brivio (canti anarchici dell'Ottocento e canzoni della resistenza partigiana).
A mano a mano cresce anche il contributo degli altri: Lino Patruno conferisce un'atmosfera ed un arrangiamento freschi e frizzanti a brani spesso anche molto datati. Gianni Magni, con la sua mimica e i suoi occhi costantemente strabuzzati s'impone come il vero e proprio frontman del gruppo, ed è probabilmente lui a suggerire l'adozione della calzamaglia nera che, assieme alla bombetta sul capo, diventerà la divisa d'ordinanza e il marchio di fabbrica del gruppo. I quattro si dimostrano anche esperti talent scout, dando fiducia a nuovi giovani talenti come Marco Messeri ed altri, facendoli esibire nei loro cabaret milanesi.
I quattro si divertono, la formula funziona, gli spettacoli teatrali si moltiplicano: nel giro di pochi mesi escono in rapida successione: Il cabaret dei Gufi, Milano canta vol. 2, Il teatrino dei Gufi, vol. 1 e vol. 2.
L'approdo in televisione è quasi scontato ed avviene nel corso della stagione 1966-'67; vi sono appena sbarcati anche Fo, Gaber e Jannacci. Vista l'epoca è però consentito mostrare solo la parte più innocua ed edulcorata del caustico e satirico repertorio del gruppo.
Protetti dal dialetto, comunque, i quattro riescono a dire cose che in italiano sarebbero state cassate dalla rigida vigilanza della Rai di Bernabei (per avere un'idea del livello ossessivo di controllo e vaglio a cui i testi erano sottoposti fino agli anni settanta, vedi la pagina sulla Censura nella musica in Italia). Soprattutto, si permettono di portare sotto i riflettori alcune canzoni di Brassens, come La prima tôsa (La première fille), che narra non del romantico primo amore, come il titolo lascerebbe intendere, ma del primo rapporto sessuale vero e proprio, spesso consumato in maniera "mercenaria". Oppure fanno un embrione di satira politica, scimmiottando le canzoni tradizionali: tra le altre, ricordiamo Socialista che va a Roma, modellata sulla famosa ballata popolare Pellegrin che vien da Roma. La testimonianza di questo periodo è fissata nella raccolta Il teatrino dei Gufi in TV. Anche in una intervista a TeatroeMusicaNews, Roberto Brivio ha ricordato i rapporti complicati con la censura di quegli anni.

### Finale

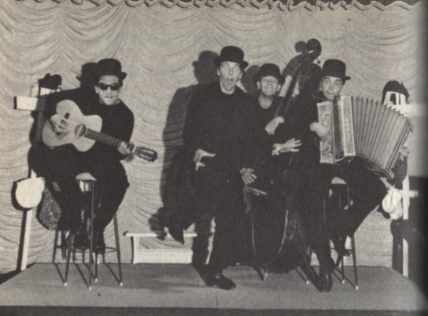
I Gufi

I Gufi nella reunion del 1981

Con l'esplodere del Sessantotto e della protesta pacifista in USA e in Francia, i Gufi portano a teatro il loro spettacolo più politico, che diventa presto un trentatré giri molto venduto: Non spingete, scappiamo anche noi. Lo spettacolo è un ironico, sarcastico viaggio nel corso dei secoli alla ricerca di miti patriottici e militari da abbattere: "Non spingete, scappiamo anche noi/ alla pelle teniam come voi./ Meglio esser vecchi e figli di boia/ che far gli eroi per casa Savoia [...]// E Pietro Micca è saltato in aria,/ per salvare la Fiat di Torino/ io invece sono all'Alfa ma non sono cretino /e i salti miei li faccio su un letto insieme a te. " (da: Non spingete, scappiamo anche noi). "Io sono un generale e me ne vanto,/ io sono un generale e son contento,/sono io che vi difendo/ nella guerra e nella pace/ da che cosa non lo so/ però però.// Ho un'allure che tanto piace stavo bene anche in orbace [...]" (da: Io sono un generale).
Nella stagione tra il 1968 e il '69, all'apice del loro successo, alcuni contrasti all'interno del gruppo portano allo scioglimento. In particolare è Gianni Magni, per sua stessa ammissione, a dire la parola "basta". "Non riesco a sopportare le persone che non hanno più niente da dirsi. Finché un gruppo riesce a fare l'alba, ridendo, divertendosi a creare, inventando, tutto va bene, se però non c'è più questo feeling, questo accordo, allora il gruppo non ha ragione di esistere. A un certo punto mi sembrava di far parte di quelle coppie che vanno al ristorante e mangiano in silenzio, facendo capire a tutti che la loro storia è finita".
Il gruppo si riunisce brevemente nel 1981, conducendo su Antenna 3 Lombardia la trasmissione Meglio Gufi che mai (40 puntate con la regia di Beppe Recchia), nella quale ripropongono il loro repertorio tradizionale di scenette surreali e canzoni popolari. Si registra un buon successo, coronato persino da una partecipazione come ospiti al Festival di Sanremo con la canzone Pazzesco. Al termine della stagione televisiva però Gianni Magni sceglie nuovamente la strada solitaria. Si cerca di mantenere viva una formazione a tre e in tale ridotta composizione i Gufi partecipano nel 1982 alla trasmissione Blitz su Raidue. Vengono inoltre reincisi molti pezzi del gruppo, adattandoli alle tre voci. Conclusa la stagione televisiva ciascuno dei membri sceglie tuttavia definitivamente la propria strada, separata dal resto del gruppo.
Le canzoni dei Gufi, a distanza di anni, godono ancora di una certa fama e di un buon seguito tra gli appassionati: la Emi, che ne detiene i diritti, ha dato alle stampe nel 1997 due antologie intitolate Il cabaret dei Gufi (da non confondersi con gli omonimi album del primo periodo) e, nel 2004, ha ristampato praticamente tutto il catalogo, raccogliendo i dodici album originali in sei CD denominati Gufologia. I tre Gufi superstiti hanno suonato e cantato ancora insieme in qualche occasione.
Dal 2006 Roberto Brivio, accompagnato da Michele Moramarco ("biografo" dei Gufi oltre che autore musicale) e da Andrea Ascolini, ha riproposto il repertorio del gruppo in teatri, scuole e circoli culturali.
L'8 novembre 2019 il programma Stracult (Rai 2) rende omaggio ai Gufi riunendo Lino Patruno e Roberto Brivio che parlano della loro storia e si esibiscono in tre brani: Va Longobardo, Milan Blues e Porta Romana.

## I temi
I Gufi sono stati una realtà autoriale che - nei brevi anni di attività (dal '64 al '69) - ha introdotto nel panorama musicale italiano la comicità surreale, la satira sociale e una ricerca filologica delle ascendenze tradizionali della canzone lombarda. La loro opera (insieme a quella di altri artisti come Enzo Jannacci, i Peos, Giorgio Gaber) ha spianato la strada a molti; tanti cantautori degli anni Settanta, tanti gruppi folkloristici, tanti "trasgressivi" degli Ottanta, e poi gli Skiantos ed Elio e le Storie Tese le sono in qualche modo debitori.
I temi principali presenti nelle loro canzoni si possono raccogliere nelle macrocategorie di seguito descritte.

### La canzone popolare
("Porta Romana" - Tradizionale)
Come accennato in precedenza, la grande opera di recupero della canzone popolare meneghina si deve essenzialmente a Nanni Svampa, che nel corso degli anni darà alle stampe come solista ben dodici LP, che andranno a costituire la monumentale opera intitolata Milanese.
I Gufi si impadroniscono di alcune canzoni storiche facendole proprie: storie di malavita e di amori non corrisposti. Diversamente da tanta canzone popolare italiana, però, la cifra della canzone milanese è spesso quella dell'ironia e della dissacrazione. Solo una coppia di fidanzati milanesi nell'atto di lasciarsi può dire - anziché lacrimare o accoltellarsi -: "Bene, arrivederci e in gamba!" (Mi sunt on malnatt, traduzione di Svampa da Je suis un voyou di Georges Brassens).
Su tutta la produzione dei Gufi svetta probabilmente la celeberrima Porta Romana, la canzone che narra dell'omonimo quartiere milanese, poco distante dal quale si trova anche il carcere di San Vittore, terminale necessario di ogni disavventura dei piccoli criminali da strapazzo di cui son piene queste storie. La versione dei Gufi ha la peculiarità di essere arricchita di volta in volta da strofe - salaci come il resto della canzone - che riecheggiano fatti di cronaca dell'epoca o di storia recente: "Han fatto più battaglie le tue collant/ che tutto il Medio Oriente e Moshe Dayan/ Han fatto più battaglie le tue mutandine/ che tutti i Giapponesi alle Filippine" (da: Porta Romana n. 2).
I Gufi reinterpretano poi a modo loro, grazie agli arrangiamenti di Patruno, anche tutta una serie di canzoni di altri autori, quali Jannacci, Fo e il ricordato Brassens nelle traduzioni dialettali di Svampa.

### Le canzoni macabre
Funeral show gente che allegria questo/ funeral show piangere è follia in questo/ funeral show salti balli suoni canti/ niente cuori affranti in questo funeral show.»
("Funeral show" - Brivio, Patruno)
Se a distanza di oltre quarant'anni possiamo sorridere di questi testi, dobbiamo ricordare che nei primi anni Sessanta, prima della contestazione, la radiotelevisione italiana operava, per così dire, una stretta cernita degli argomenti da diffondere nell'etere. I Gufi invece non si fanno pregare e si lanciano ad ironizzare subito sul tabù ultimo: quello della morte, buono naturalmente anche per lanciar frecciate al clero che tratta l'argomento come proprio terreno esclusivo.
Roberto Brivio in particolare dimostra una vena particolarissima nel dipingere i cimiteri: "È la tua nuova casa di riposo/ bisogna entrarci calmi col sorriso/ perché di lì si va in paradiso/ sol chi ha peccato può finire ancor più giu.// [...]È confortevole, è tranquillissimo, è curatissimo, il cimiter!" (da: Cipressi e bitume). Oppure, nella Contently becchin' story (inglese maccheronico per definire la "storia di un becchino contento"): "Oggi son tanto contento/ profonda scavata ho una fossa/ dissotterravo le ossa/ di un morto dieci anni fa// [...]Sceglie le ossa più belle/ le disinfetta col gesso/ poi si cucina un bel lesso/ non chiede nient'altro al comun!".
Anche qui non manca l'occasione per una serrata critica alle convenzioni ed agli atteggiamenti affettati della società borghese: "Sono nato con la camicia/ la fortuna è sempre con me/ con le donne sono stato felice/ e la noia non so che cos'è./ Non lavoro e guadagno lo stesso/ ma una voglia ogni tanto mi assal.//Vorrei tanto suicidarmi/ ad un albero impiccarmi [...] ma son timido e non oso/ e perciò doman mi sposo/ l'emozione è quasi egual!" (da: Vorrei tanto).

### La canzone d'epoca
("Nanette" - Brivio, Patruno)
Brivio, cantante dilettante di operetta, si diverte a ricalcare gli stilemi barocchi di questa forma musicale, riprendendone le espressioni desuete, il lessico d'altri tempi. Nei suoi testi "cuor" rima inesorabilmente con "amor", ma anche "visin" con "piccolin". Gli intrecci narrativi sono tutti inevitabilmente strappalacrime: "A Parigi un neonato un dì in chiesa si trovò/ era figlio del peccato che la mamma abbandonò/ un gingillo al collo avea/ con la data di quel dì/ Santo Dio, come piangea, parea proprio dir così:/ 'Mamma, mammina, sei senza pietà/ se mi abbandoni di me che sarà/ sono tuo figlio da te nacqui un dì/ non si abbandonano i figli così!" (da: Il neonato).
Memorabili le interpretazioni in duetto tra la voce tenorile di Brivio e quella da soprano (in falsetto) di Magni.

### Inonsense, l'umorismo
("Orango tango" - A. Albertarelli)
Tanta parte della produzione dei Gufi, in realtà, non è ascrivibile a nessun tema in particolare, eccezion fatta la semplice voglia di divertirsi e di sperimentare soluzioni musicali e testuali nuove. Per tanti versi queste canzoni possono dirsi antenate della "canzone demenziale" di epoche successive. Ricordiamo, tra le tante: Festival della canzone rurale, in cui si misurano contadini russi, francesi, tedeschi ed americani, ciascuno dei quali magnifica i propri ortaggi in una lingua che fa il verso a quella delle nazioni citate; Mc Coy due peluzzi, satira sui popolarissimi Spaghetti western che furoreggiavano all'epoca; l'allegro motivetto del Semaforo bianco e blu, che per indispettire un "ghisa" (cioè un vigile urbano milanese) s'illumina coi colori del cielo anziché col tradizionale verde, giallo e rosso; Si chiamava Ambroeus "...e faceva l'entraineuse / in un trani con balera/ proprio in fondo a Via Marghera..."; Va' Longobardo: "Bevi Rosmunda, bevi nel cranio vuoto del tuo papà/ non esitare siocca, ti mostro io come si fa./Bevi Rosmunda bevi, la schizzinosa non devi far/ se te lo dice Alboino che ti vuoi bene lo puoi ben far/ suvvia dai retta al maritino se no la testa ti fa staccar.").

### La satira politica e l'impegno sociale
("Si può morire" - N. Svampa)
La parte più cospicua delle canzoni dei Gufi è però in qualche modo riassumibile con la nota espressione di Jean de Santeuil: castigat ridendo mores. Sotto una facciata stilistica apparentemente innocua e ridanciana, il gruppo lanciava strali contro l'Italietta neoricca e piccolo borghese del boom, la stessa così sarcasticamente dipinta da Dino Risi nel "Sorpasso" e nei "Mostri".
"Io vado in banca/ stipendio fisso/ così mi piazzo/ e non se ne parla più" (da: Io vado in banca), stigmatizzavano i quattro contro il mito culturale del decennio. E snocciolavano le contraddizioni di una società in mutamento in cui si affrontavano gli stimoli provenienti dall'estero e il conservatorismo di parte della popolazione.
I Gufi ironizzano sulle piccole e grandi ipocrisie, sulla devozione alla forma, motivata però da ciascuno con meschini scopi personali: "È la domenica il giorno del Signore/ è la domenica il giorno dell'amore/ tutti ben rasati/ con su gli abiti belli/ è d'obbligo sentirsi tutti un po' fratelli./ E poi andiamo in chiesa a pregare Dio/ ma tu ti preghi il tuo/ ed io mi prego il mio" (da: È la domenica il giorno del Signore).
Oltre ai temi pacifisti, di cui si è già parlato a proposito dello spettacolo Non spingete, scappiamo anche noi, le canzoni dei Gufi spaziavano in moltissimi dei problemi sociali irrisolti di quegli anni: il razzismo e le disparità sociali (La ballata del cuore), gli omicidi politici di John Kennedy e Martin Luther King (Si può morire), l'immigrazione interna (La lucumutivi), la mafia (U ferribotte), la disparità tra uomo e donna (Caselinghe).
Infine La ballata dello calciaturi di palluni, rivela la sconcertante attualità di alcuni temi relativi alla corruzione nel mondo dello sport.
Attraversate da un saldo spirito antifascista, molte canzoni dei Gufi sono inoltre rifacimenti di canti di protesta e canzoni partigiane (un esempio esplicativo ne è l'album "I Gufi cantano due secoli di Resistenza").

## Discografia

### Album in studio
- 1965 - Milano canta (Columbia, QPX 8075; ristampato con catalogazione CPSQ 517 e con il titolo modificato in Milano canta n. 1)
- 1965 - Il cabaret dei Gufi (Columbia, QPX 8088; ristampato CPSQ 519)
- 1965 - I Gufi cantano due secoli di resistenza (Columbia, QPX 8093; ristampato CPSQ 520)
- 1966 - Il teatrino dei Gufi (Columbia, QPX 8094; ristampato CPSQ 521)
- 1966 - I Gufi (Combo Record, LP 20070)
- 1966 - Milano canta n. 2 (Columbia, QPX 8100; ristampato CPSQ 518)
- 1966 - Il teatrino dei Gufi n. 2 (Columbia, CPSQ 522)
- 1967 - Il cabaret dei Gufi n. 2 (Columbia, CPSQ 532)
- 1967 - Il teatrino dei Gufi in TV (Columbia, CPSQ 533)
- 1967 - Non so non ho visto se c'ero dormivo (Columbia, CPSQ 535)
- 1968 - Milano canta n. 3 (Columbia, CPSQ 536)
- 1968 -  Il cabaret dei Gufi n. 3 (Columbia, CPSQ 541)
- 1969 - Non spingete, scappiamo anche noi (Columbia, CPSQ 544)
- 1982 - I Gufi (CBS, 85508)

### Raccolte
- 1971 - La Balilla (LP)
- 1971 - I Gufi cantano il loro meglio (LP)
- 1997 - Il cabaret dei Gufi vol. 1 (CD)
- 1997 - Il cabaret dei Gufi vol. 2 (CD)
- 2004 - Gufologia (6xCD, ristampa integrale dei primi undici album)
- 2008 - I Gufi - The Album (CD)

### Singoli
- 1965 - La balilla/Porta Romana (Columbia, SCMQ 1848, 7")
- 1965 - Il gatto con gli stivali (favola per bambini) parte prima/Il gatto con gli stivali (favola per bambini) parte seconda (Columbia, SEMQ 282, 7")
- 1965 - Orango tango/Il gattone deluso (Combo Record, 7004, 7")
- 1965 - Il cimitero è meraviglioso/Si può morire (Columbia, SCMQ 1878, 7")
- 1965 - E mi la dona biunda/L'è tri di ch'el piov el fioca (Columbia, SCMQ 1885, 7")
- 1965 - La circunvallazion/A l'era sabet sera (Columbia, SCMQ 1886, 7")
- 1965 - Piazza fratelli Bandiera/Ghe ammo un qualvun (Columbia, SCMQ 1887, 7")
- 1965 - Il neonato/Va Longobardo (Columbia, SCMQ 1888, 7")
- 1966 - Il Mario mama/Ho preso un granchio (Combo Record, 7005, 7")
- 1966 - Il bassotto/Il mio caro canguro (Columbia, SCMQ 1899, 7")
- 1966 - Io vado in banca/La ballata dei Gufi (Columbia, SCMQ 1900, 7")
- 1967 - Parlerà o non parlerà/Ferriera (Columbia, SCMQ 7042, 7")
- 1967 - La balilla n° 2/Porta Romana n° 2 (Columbia, SCMQ 7052, 7")
- 1967 - Giochi d'estate/Evviva il mondo beat (Columbia, SCMQ 7060, 7")
- 1967 - Soldati a me/Non maledire questo nostro tempo (Columbia, SCMQ 7070, 7")
- 1969 - La sbornia/Un semaforo bianco e blu (Columbia, SCMQ 7128, 7")
- 1981 - Pazzesco/Sudameritalia (CBS, 9566, 7")
- 1986 - Grande fiera d'aprile/La festa (Discofiera di Milano, F.Mil 01.86, 7")